# 구슬양파
구슬양파(--洋-)는 부추속의 재배 식물이다. 양파(A. cepa)와는 종이 다르다. 코끼리마늘(A. ampeloprasum)의 재배종이며, 같은 종의 재배 식물로는 코끼리마늘과 리크, 쿠르라트 등이 있다.

## 사진

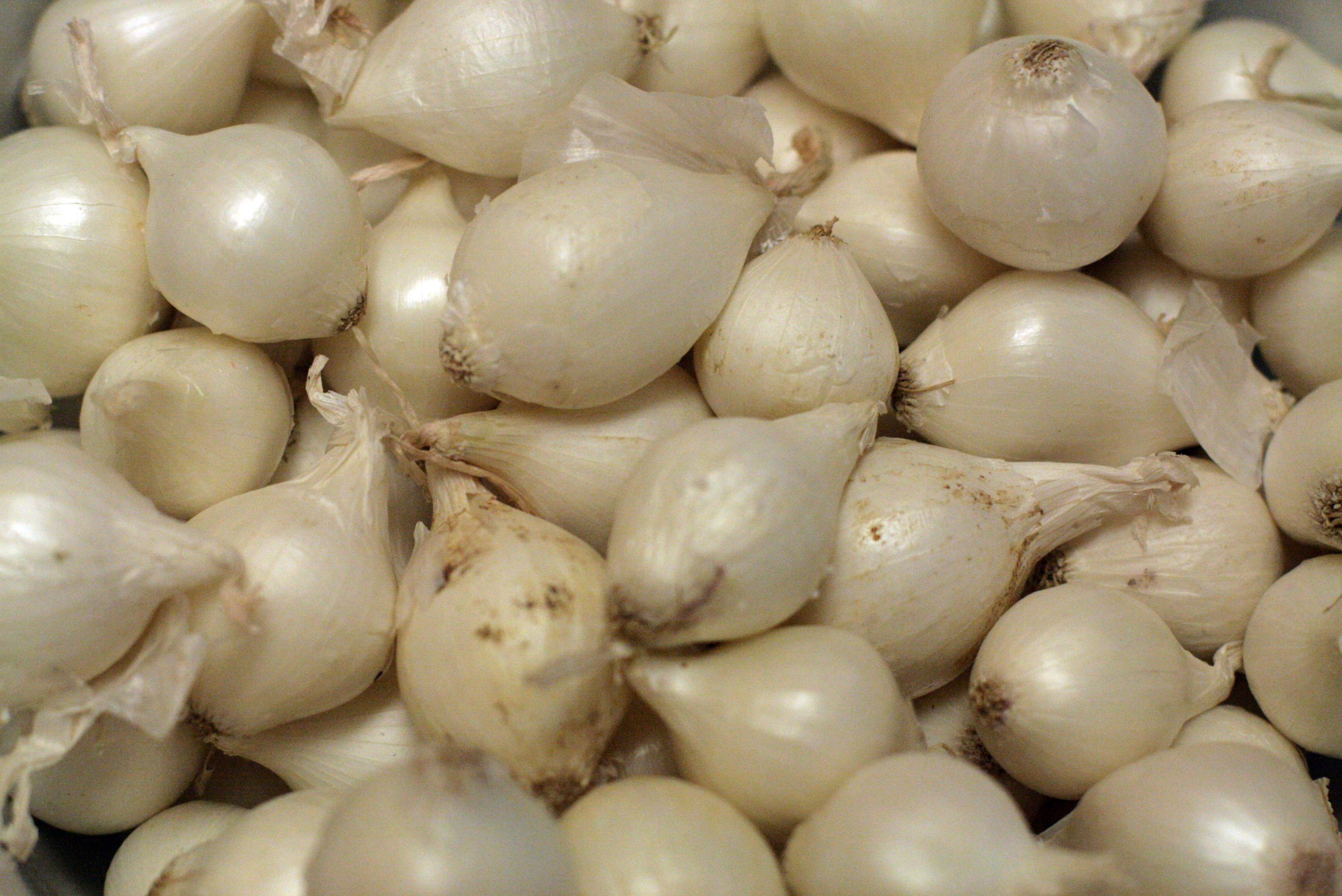
구슬양파
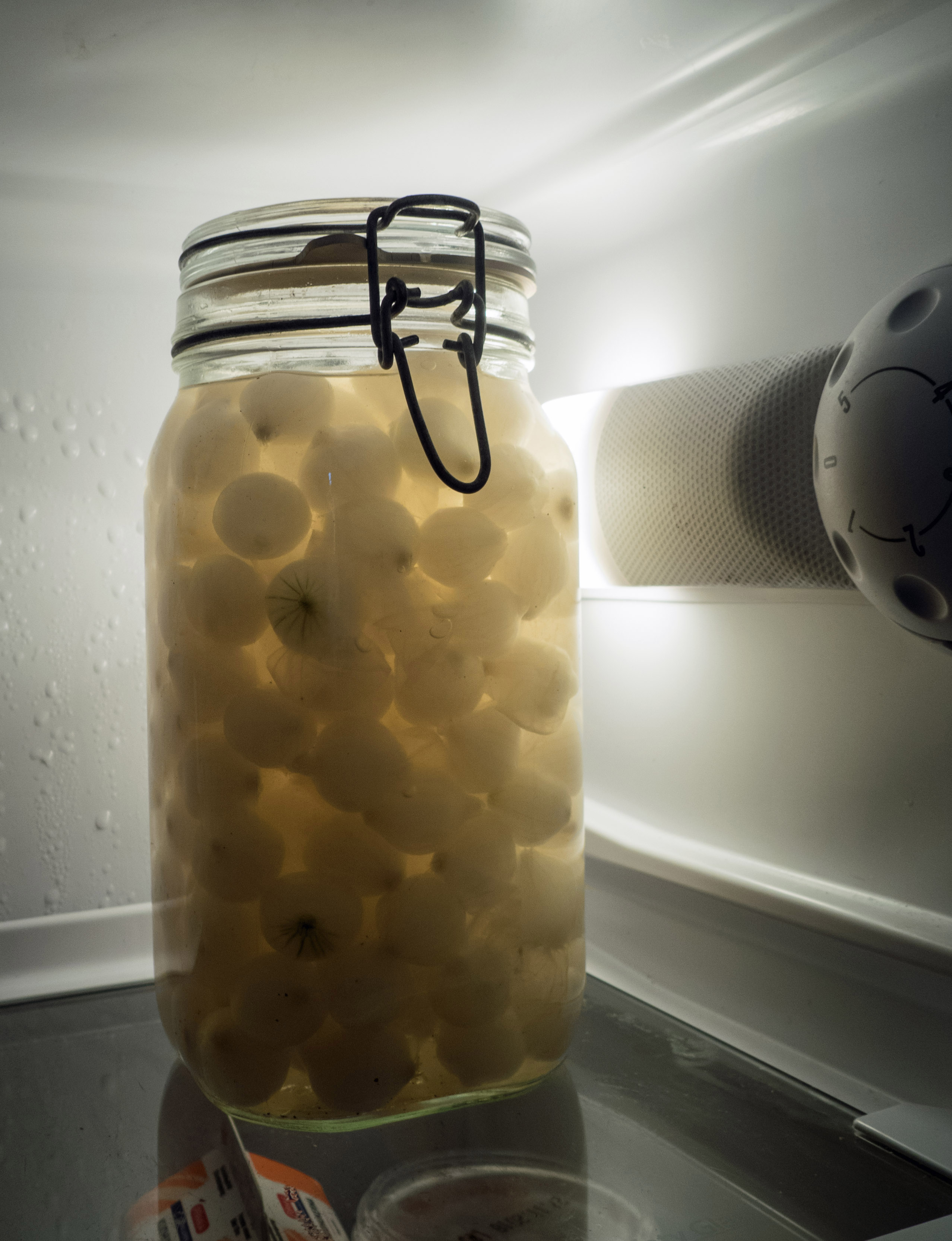
구슬양파 절임